# Protesten in Kazachstan in 2022
De protesten in Kazachstan in 2022 begonnen op 2 januari na een plotselinge sterke stijging in gasprijzen, die volgens de Kazachse regering het gevolg was van een grote vraag en prijsafspraken. De protesten begonnen in de olieproducerende stad Zjanaozen, maar verspreidden zich al snel naar andere steden in het land, met name de grootste stad van het land Almaty, vanwege toenemende ontevredenheid met de regering en economische ongelijkheid.
De groeiende ontevredenheid met de regering en de voormalige president Noersoeltan Nazarbajev speelden ook een rol in de grotere demonstraties. Omdat er geen populaire oppositiegroeperingen tegen de Kazachse regering bestaan, leek de onrust direct door burgers te zijn georganiseerd. Als reactie daarop kondigde president Kassym-Jomart Tokajev de noodtoestand in Mangystau en Almaty af, die inging op 5 januari 2022. Het kabinet Mamin trad dezelfde dag nog af. De noodtoestand werd kortdurig uitgebreid naar het hele land. Als reactie op Tokajevs verzoek, stemde de Organisatie voor het Verdrag inzake Collectieve Veiligheid – een militaire alliantie van Rusland en zijn bondgenoten waaronder Armenië, Wit-Rusland, Kirgizië, Tadzjikistan en Kazachstan zelf – in om troepen te sturen naar Kazachstan. Het doel was de vrede te bewaren. De lokale politie zei dat "tientallen aanvallers werden geliquideerd", terwijl voormalig president Nazarbajev werd teruggetrokken uit zijn functie als voorzitter van de Veiligheidsraad van Kazachstan.
Als concessie, zei president Tokajev dat de maximale gasprijzen voor voertuigen van 50 tenge per liter voor 6 maanden zouden worden hersteld. Op 7 januari gaf hij het volgende bericht uit: "de grondwettelijke orde is grotendeels hersteld in alle regios van het land." Hij kondigde ook aan dat hij troepen had opgedragen dodelijk geweld te gebruiken tegen protestanten, instructies gevend om te "schieten tot de dood" zonder waarschuwing op iedereen die demonsteert, waarbij hij de demonstranten "bandieten en terroristen" noemde en hij zei dat het gebruik van geweld zijn doorgang zal vinden om "de protesten te vernietigen".
Op 15 januari maakte de Kazachse justitie bekend dat er als gevolg van de protesten zeker 225 doden en meer dan 4.000 gewonden waren gevallen, onder wie veel veiligheidsdienstmedewerkers. De Organisatie voor het Verdrag inzake Collectieve Veiligheid was inmiddels begonnen met zich terug te trekken, aangezien de situatie weer zou zijn genormaliseerd.